# 我只在乎你
『我只在乎你』（ウォ ツ ツァイ ホゥ ニィ、wǒ zhī zài hū nǐ）は、テレサ・テン（鄧麗君）の香港での中国語オリジナル・アルバムである。1987年4月にポリグラム・レコード（香港）からLP盤（レコード品番：831 874-1）、カセットテープ（規格品番：831 874-4）、CD（規格品番：831 874-2）形式でリリースされた。日本では未発売。全10曲収録。

## 概要
本作はテレサ・テン自身の大ヒット曲「時の流れに身をまかせ」（1986年）の中国語版「我只在乎你」をタイトルに冠した香港で生前最後の中国語オリジナル・アルバムとなった。テレサ・テンが桃麗莎(テレサ)の名義で初めて3曲の作詞を担当している。基本的には1986年に日本でリリースされた中国語アルバム『酒醉的探戈』の収録内容と同じものが、1曲だけ異なる。
2020年1月17日にユニバーサル ミュージック (香港)から1000枚の高品質材料の限定LP盤（レコード品番：084 507-6）が販売されていた。ディスクジャケット帯の日本語キャッチコピーは「アジア歌姫のテレサの香港で最後のソロアルバムであり、北京語アルバムの代表作でもある。名曲《我只在乎你》のほか、テレサが初めて作詞を担当していた《命運之川》、《夏日聖誕》、《非龍非彲》の三曲を収録している。鄧麗君、福住哲弥ともに監督。名曲「我只在乎你」、「愛人」、「酒醉的探戈」などの全10曲を収録。」。

## 曲目リスト
Side A
1. 酒醉的探戈 [4:07]
作詞：張宗榮、作曲：陳金明、編曲：林有三
2. 像故事般溫柔 [4:30]
作詞：黄建昌、作曲・編曲：芳野藤丸
3. 命運之川 [3:44]
作詞：桃麗莎、作曲：船村徹、編曲：京建輔
4. 愛人 [3:43]
作詞：楊立德／韓正皓、作曲：三木たかし、編曲：川口真
5. 午夜微風 [4:19]
作詞：周治平、作曲：三木たかし、編曲：芳野藤丸

Side B
1. 夏日聖誕 [5:13]
作詞：桃麗莎、作曲：Kuwata Band、編曲：杉村俊博
2. 非龍非彲 [4:06]
作詞：桃麗莎、作曲：柵部陽一、編曲：杉村俊博
3. 不著痕跡 [4:05]
作詞：洪光達、作曲：南こうせつ、編曲：川口真
4. 心路過黃昏 [3:59]
作詞：黄大軍、作曲・編曲：川口真
5. 我只在乎你 [4:13]
作詞：慎芝、作曲：三木たかし、編曲：川口真

## スタッフ
- Musical Director：T. Fukuzumi
- Engineer：K. Handa
- Cover Photo：Jackson Kwok (Vision-C Studio)
- Still Photo：Nam (Vision-C Studio)
- Cover Design：Ahmmcom Ltd.
- This Compilation ⓟ 1987 TNT Production Ltd, Hong Kong ⓒ 1987 Polygram Records Ltd., Hong Kong
- Marketed by Polygram Records Ltd. Hong Kong/Singapore/Malaysia